# 24533 Kokhirova
24533 Kokhirova è un asteroide della fascia principale. Scoperto nel 2001, presenta un'orbita caratterizzata da un semiasse maggiore pari a 2,9969825 UA e da un'eccentricità di 0,0682398, inclinata di 10,83903° rispetto all'eclittica.